# Коккер, Линзи
Линзи Луиза Коккер (англ. Linzey Louise Cocker; род. 19 мая 1987, Эклс, Большой Манчестер, Великобритания) — британская актриса. Наиболее известна по роли в телесериале «До смерти красива» и фильме «Оторва».

## Биография
В 16 лет поступила в театральную школу Лейна Джонсона в Манчестере. Экранным дебютом Линзи стало появление в 18 лет в шестисерийном фильме 2006 года «Conviction» в роли Мириам, дочери одного из главных героев. В первые годы карьеры она снималась в основном в сериалах, включая получивший приз Британского телевидения комедийный мини-сериал «До смерти красива» за роль Джейд, приёмной сестры главной героини. Позже Коккер, представляемую агентством Hamilton Hodell, начали приглашать в такие полнометражные фильмы, как «Оторва» и «Есть здесь кто-нибудь?» (2008). В 2009 году вышел фильм ужасов «Контейнер» с участием Коккер. В 2010 году её партнёр, актёр и режиссёр Оливер Ли, с которым они вместе играют в сериале «Улица Ватерлоо», снял Линзи в одной из главных ролей в картине «Маккуин», планировавшейся к выходу на экраны в 2011 году).

## Личная жизнь
Замужем за режиссёром Оливером Ли. У пары есть дочь, Боу Аноки Ли (род. 27 января 2011).

## Фильмография
| Год       |     | Русское название     | Оригинальное название | Роль                 |
| --------- | --- | -------------------- | --------------------- | -------------------- |
| 2004      | с   |                      | Conviction            | Мириам Пейн          |
| 2006      | с   | Бесстыдники          | Shameless             | Зади                 |
| 2006      | с   | До смерти красива    | Drop Dead Gorgeous    | Джейд Вебб           |
| 2006      | с   |                      | The Innocence Project | Рианна Хэйз          |
| 2006      | с   | Северное сияние      | Northern Lights       | Брук Армстронг       |
| 2006      | с   | Улица                | Street, The           | Линн МакЭвой         |
| 2007      | с   |                      | City Lights           | Брук Армстронг       |
| 2008      | тф  |                      | Clash of the Santas   | Брук                 |
| 2008      | ф   | Есть там кто-нибудь? | Is Anybody There?     | Таня                 |
| 2008      | ф   | Оторва               | Wild Child            | Джози                |
| 2009      | ф   | Контейнер            | Salvage               | Джуди                |
| 2010—2011 | с   | Улица Ватерлоо       | Waterloo Road         | Джесс Фишер          |
| 2010      | кор |                      | Nightswimming         | Эллен                |
| 2010      | ф   | 4.3.2.1              | 4.3.2.1               | Гвен                 |
| 2010      | кор |                      | The Good North        | Бетани               |
| 2010      | ф   |                      | McQueen               | Бекки                |
| 2012      | кор |                      | MUG                   | главная женская роль |
| 2012      | с   | Разрыв               | Leaving               | Келли                |
| 2013      | кор | Жизнь на грани       | Life on the Line      | Клэр                 |
| 2013      | ф   | Близкие враги        | Enemies Closer        | Кайла                |
| 2014      | с   | Во плоти             | In the Flesh          | Хэйли                |
| 2015      | с   | Мушкётеры            | The Musketeers        | Дженни               |